# Parafia św. Serafina z Sarowa w Sea Cliff
Parafia św. Serafina z Sarowa – jedna z parafii eparchii wschodnioamerykańskiej i nowojorskiej Rosyjskiego Kościoła Prawosławnego poza granicami Rosji, z siedzibą w Sea Cliff, w stanie Nowy Jork.
Parafia została założona przez rosyjskich displaced persons przybyłych w końcu lat 40. i 50. do miejscowości Sea Cliff i Glen Cove w stanie Nowy Jork. Postanowili oni powołać swoją prawosławną placówkę duszpasterską nie w jurysdykcji Patriarchatu Moskiewskiego, a Rosyjskiego Kościoła Prawosławnego poza granicami Rosji. Początkowo jedyną placówką duszpasterską w rejonie wymienionych miejscowości była parafia Opieki Matki Bożej i św. Sergiusza w Glen Cove. Parafia św. Serafina z Sarowa w Sea Cliff wyodrębniła się z niej w 1953. Początkowo jej nabożeństwa odbywały się w pokoju w domu proboszcza. Wolno stojąca cerkiew została wzniesiona z datków wiernych do 1959. Przy parafii została zorganizowana szkoła, w której dzieci emigrantów uczyły się języka rosyjskiego, geografii i historii Rosji. W 1976 została powiększona cerkiew parafialna.
Z parafią w szczególny sposób związany był biskup Mitrofan (Znosko-Borowski), który był jej wieloletnim proboszczem i nadal służył w niej po przyjęciu chirotonii biskupiej.